# Firminiș, Sălaj
Firminiș este un sat în comuna Mirșid din județul Sălaj, Transilvania, România.

 Acest articol despre o localitate din județul Sălaj este deocamdată un ciot. Puteți ajuta Wikipedia prin completarea lui.